# Cartoon KAT-TUN II You
《cartoon KAT-TUN II You》是KAT-TUN的第2張專輯，於2007年4月18日發售。

## 概要
- 初回限定盤有收錄單曲・廣告歌曲等全13曲的CD，再加上之前的原創曲7首的特典CD，共2張CD，另有附錄16頁的歌詞本。特典CD中也有同事務所的瀧澤秀明、山下智久參加製作的歌曲。普通盤與初回盤同樣收錄前述13曲，另外由成員龜梨和也所主演的戀愛維他命片頭曲「YOU」也收錄其中，一共收錄14曲，初回式樣附有40頁的小冊子。
- 前作《Best of KAT-TUN》是以出道前表演過的歌曲為中心所構成的精選輯，因此這張專輯算是KAT-TUN第一張專輯。2006年10月起因留學而暫停活動的赤西仁也參加錄音的6人歌曲，初回限定盤／通常盤兩張都有收錄。順帶一提，這張專輯發行的隔天，赤西回國。
- 承襲前作，在Oricon排行榜上初登場即獲得第一名。到本作為止發行過的單曲、專輯皆獲得Oricon排行榜第一名。但是，雖然其中收錄有初期銷售超過40張的單曲，初期銷售量也只超過30萬張，累計量也比《Best of KAT-TUN》還要來得低。

## 收錄曲

### CD
1. SIGNAL
  - 作詞：ma-saya、作曲：JOEY CARBONE・LISA HUANG、編曲：AKIRA、Rap詞：JOKER

NTT DoCoMo new 9 series CM曲（廣告曲）。
2. Peak
  - 作詞：、作曲・編曲：宮崎步

NTT DoCoMo FOMA903iTV系列CM曲（廣告曲）。
3. Splash...
  - 作詞：ma-saya、作曲：DoiToki、編曲：長岡成貢
4. 在我們的城市裡
  - 作詞・作曲・編曲：小田和正

日本電視台系戲劇「唯愛」主題歌。
5. Make U Wet－田中聖 solo曲
  - 作詞：JOKER、作曲：Silvertongue、編曲：AKIRA
6. key of life－中丸雄一 solo曲
  - 作詞：中丸雄一、作曲・編曲：田中直
7. LOST－上田龍也 solo曲
  - 作詞：上田龍也、作曲・編曲：宮崎步
8. Jumpin' up
  - 作詞：亞美、作曲：平田祥一郎、編曲：岩田雅之、Rap詞：JOKER
9. SAMURAI☆LOVE☆ATTACK－田口淳之介 solo曲
  - 作詞・作曲：Anchang、編曲：ha-j
10. FREEDOM
  - 作詞：西寺郷太、作曲・編曲：荒木真樹彥
11. someday for somebody－龜梨和也 solo曲
  - 作詞：H.U.B.、作曲：江上浩太郎、編曲：長岡成貢
12. Movin' on
  - 作詞：久保田洋司、作曲・編曲：田中直、Rap詞：JOKER
13. 持續歌唱的時刻
  - 作詞：山本成美、作曲：成本智美、編曲：長岡成貢
14. YOU ※普通盤收錄
  - 作詞：kenko-p、作曲：SAKOSHIN、編曲：CHOKKAKU、Rap詞：JOKER

### 初回限定盤特典CD
1. Freeze
  - 作詞：kenshin、新美香、作曲：JOEY CARBONE／ANTHONY MAZZA、編曲：ha-j／
2. LOVE or LIKE
  - 作詞：赤西仁／SPIN、作曲・編曲：AKIRA
3. FIGHT ALL NIGHT
  - 作詞：Makoto ATOZI、作曲：LaVenDer、編曲：LaVenDer／鈴木雅也、Rap詞：JOKER&山下智久
4. HEARTBREAK CLUB
  - 作詞：久保田洋司、作曲：谷本新、編曲：CHOKKAKU
5. MY ANGEL, YOU ARE ANGEL
  - 作詞：TAKESHI、作曲：瀧澤秀明、編曲：新川 博
6. NO MATTER．MATTER
  - 作詞・作曲：宮崎 步、編曲：鈴木Daichi秀行、Rap詞：JOKER&YUCCI
7. Peacefuldays
  - 作詞・作曲・編曲：清水昭男